# ناحیه ساهیوال
ناحیه ساهیوال (به انگلیسی: Sahiwal District) یکی از ناحیه‌های پاکستان در پاکستان است که در پنجاب واقع شده‌است. ناحیه ساهیوال ۳٬۲۰۱ کیلومتر مربع مساحت و ۲٬۵۱۷٬۵۶۰ نفر جمعیت دارد.